# Stoclet-Fries

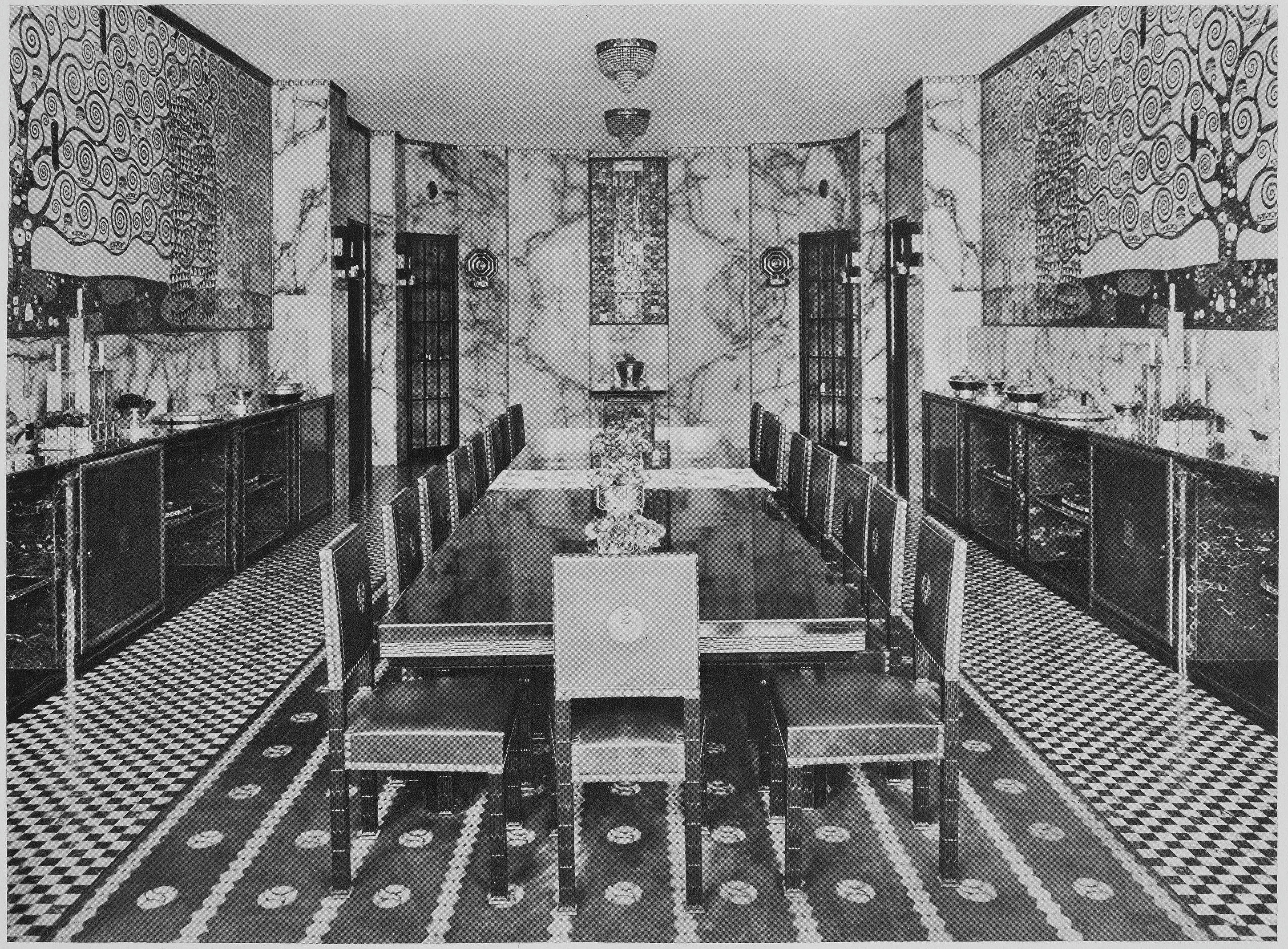
Speisesaal, 1914

Der Stoclet-Fries ist ein dreiteiliger (Längswände 2 × 200 × 738 cm, Stirnwand 200 × 89 cm), 1911 montierter Wandfries von Gustav Klimt im Speisesaal des Palais Stoclet in Brüssel. Das private Palais ist öffentlich nicht zugänglich; der achtteilige Entwurf Klimts für den Fries in Originalgröße, zum 150. Geburtstag Klimts in jahrelanger Arbeit komplett restauriert, ist im Wiener Museum für angewandte Kunst erhalten.

1904 erhielt der Architekt Josef Hoffmann den Auftrag, für den belgischen Großindustriellen Adolphe Stoclet ein Stadtpalais in Brüssel zu bauen; die Wiener Werkstätte wurde gleichzeitig mit der künstlerischen Ausgestaltung betraut. Der Geschäftsführer der Werkstätte  Fritz Wärndorfer beauftragte den Maler und Freund Hoffmanns, Gustav Klimt, mit dem Entwurf für einen Fries im Speisesaal des Palais. Die Umsetzung von Klimts gemaltem Entwurf hatte die Wiener Mosaikwerkstatt Leopold Forstner gemeinsam mit Spezialisten für Metall- und Goldschmiedearbeiten, Keramik und Email vorzunehmen.
Klimt dürfte 1905 mit der Entwurfsarbeit begonnen haben und gestaltete auf Papier, das auf Leinwand kaschiert wurde, ein paradiesisches Szenario mit Goldranken, Blumen, Vögeln und Menschen (profil, siehe unten). 1908 soll er wesentliche Änderungen am Entwurf vorgenommen haben, bevor 1909 die Realisierung begann.
Die Montage der in Wien ausgeführten Einlegearbeit fand 1911 in Anwesenheit Klimts in Brüssel statt (in Wien hatte Klimt die öffentliche Präsentation verboten, das Werk seiner Freundin Berta Zuckerkandl aber gezeigt).
Der Fries besteht aus zwei fast spiegelgleichen Teilen und befindet sich jeweils an den beiden Längswänden des rechteckigen Speisesaals. Das Mosaik und Hoffmanns Raum bilden im Sinne eines Gesamtkunstwerks künstlerisch eine vollkommene Einheit. Hoffmann platzierte die Bilder Klimts mit großem Verständnis für die Intentionen seines Freundes, Klimt seinerseits war bemüht, sich mit großem Feingefühl der Architektur einzufügen. Insgesamt handelt es sich um drei Themen, die jeweils an einer Wand montiert wurden. Zwischen den Darstellungen der Erwartung und der Erfüllung befindet sich der Goldene Ritter.
Die Werkzeichnungen zum Stoclet-Fries bestehen aus mehreren Teilen, welche aus Blattgold und Blattsilber auf verschieden dickem Packpapier aufgetragen sind und teilweise handschriftliche Bezeichnungen führen. Die Zeichnungen befinden sich heute in der Abteilung Jugendstil Art Déco der Schausammlung des Museums für angewandte Kunst in Wien.

## Galerie
Entwürfe für den Wandfries, 1905–1909

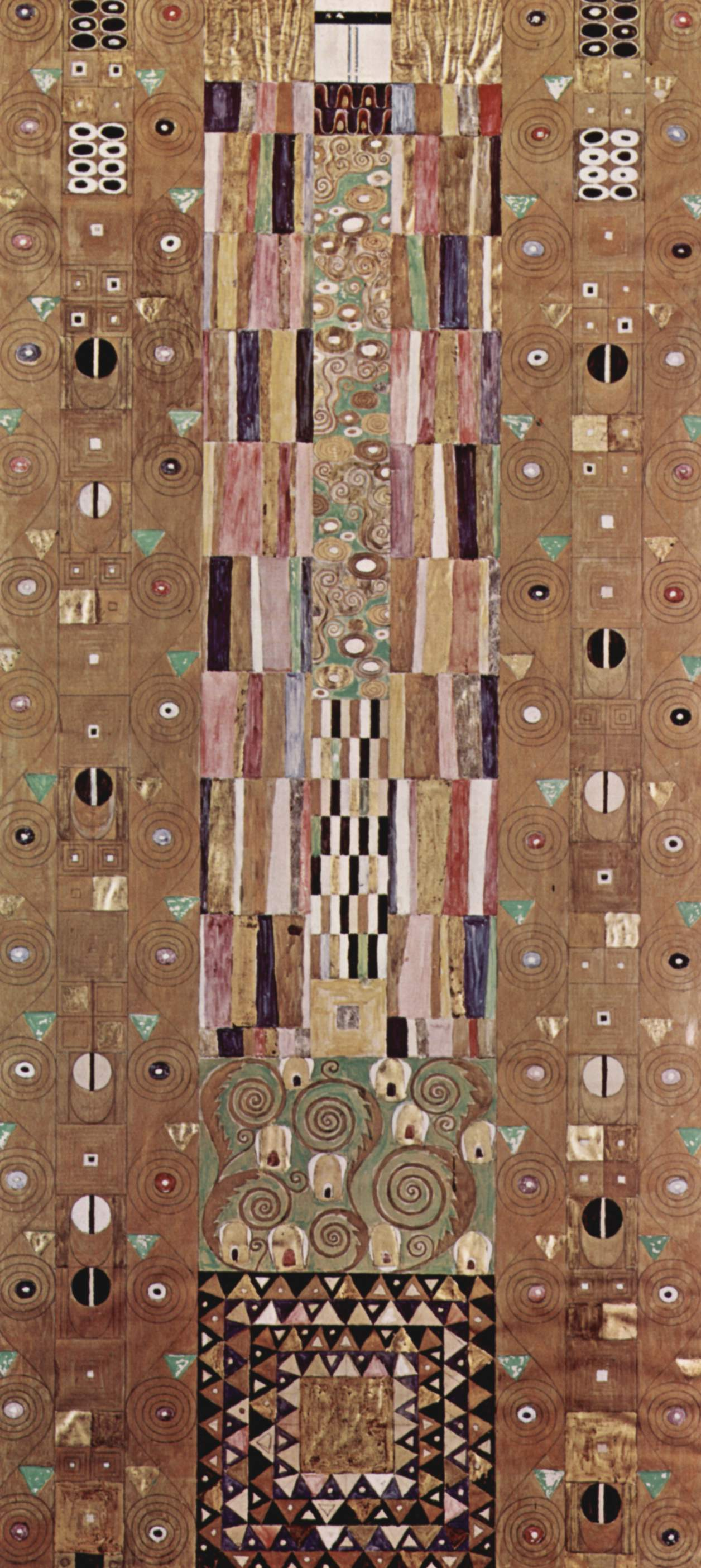
Ritter
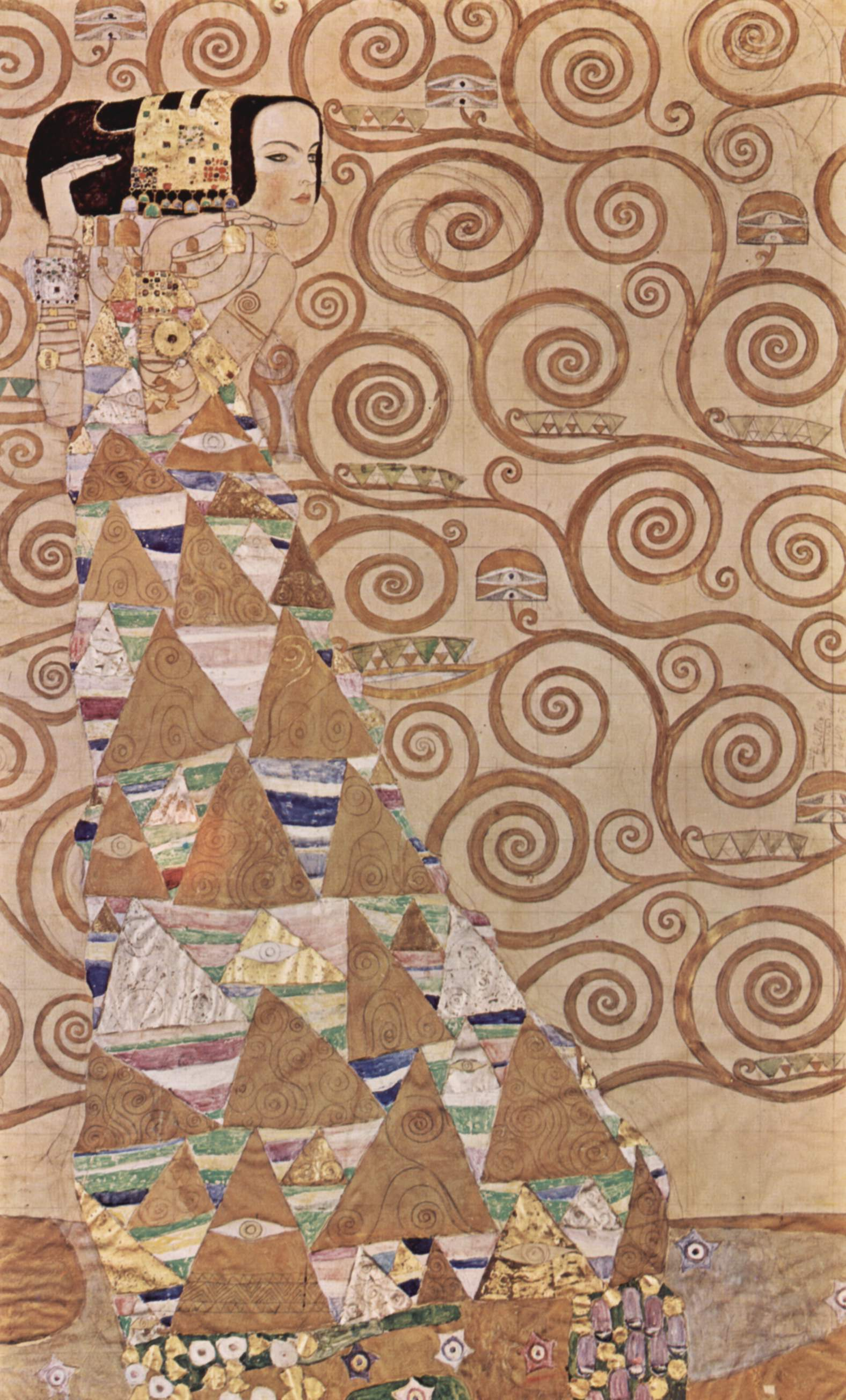
Die Erwartung
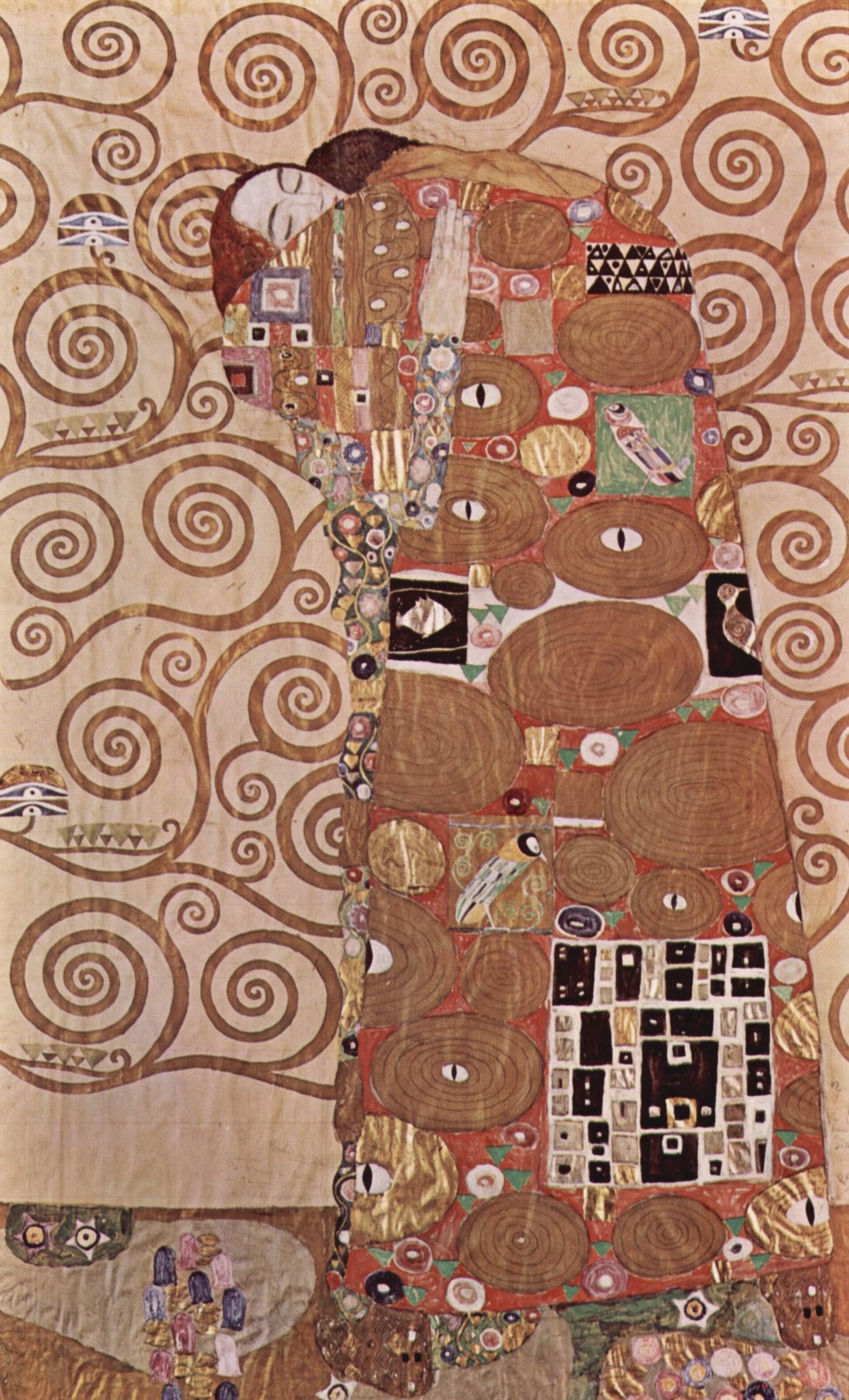
Die Erfüllung
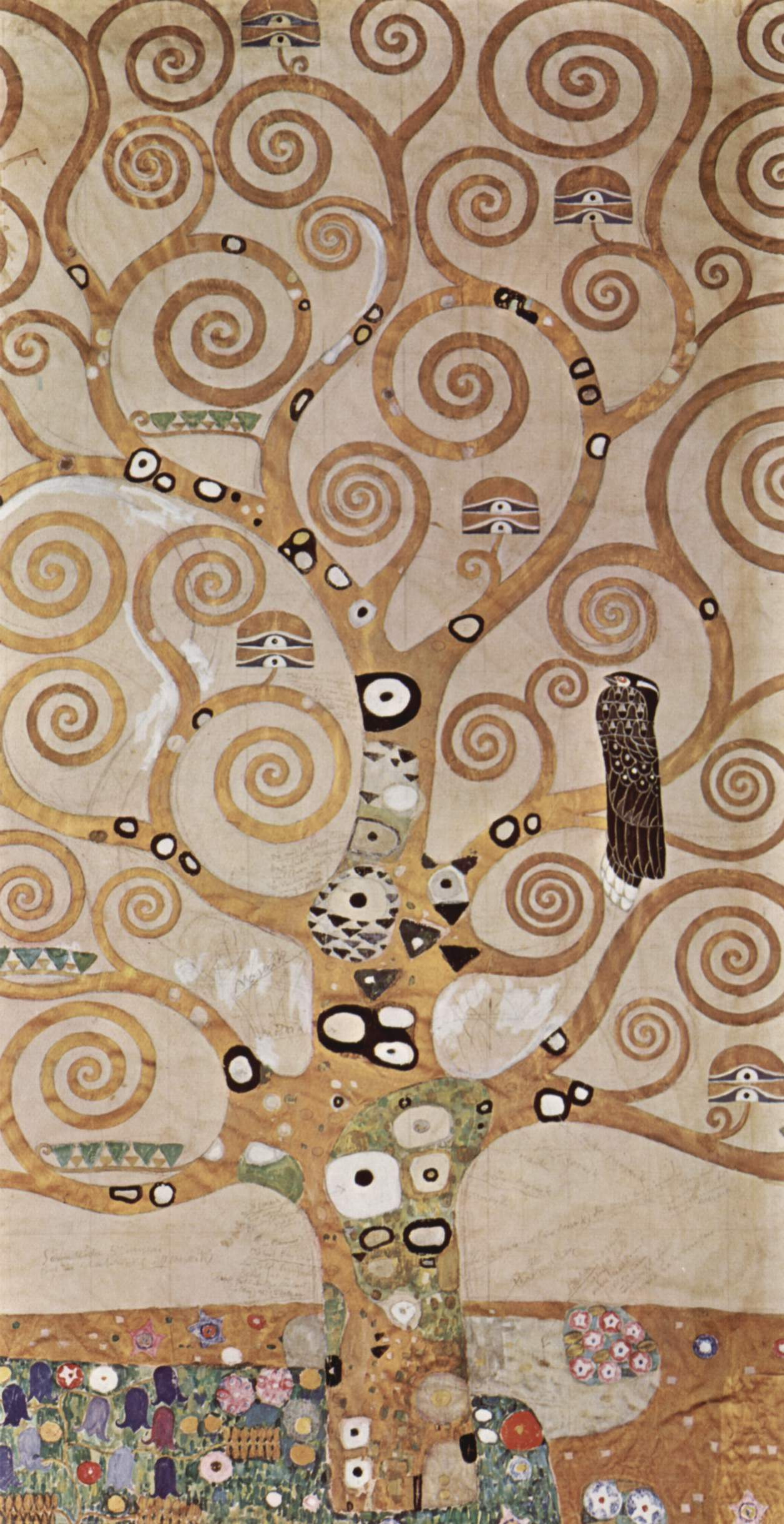
Lebensbaum